# (2690) Ristiina
(2690) Ristiina es un asteroide perteneciente al cinturón de asteroides, descubierto el 24 de febrero de 1938 por Yrjö Väisälä desde el Observatorio de Iso-Heikkilä, en Turku, Finlandia.

## Designación y nombre
Designado provisionalmente como 1938 DG1. Fue nombrado Ristiina en homenaje a Ristiina, capital región de Finlandia.